# Josef Závěta
Josef Závěta (18. března 1903 Kolín – 29. srpna 1975 Ostrava) byl český a československý politik Československé strany lidové a poúnorový poslanec Národního shromáždění ČSR, Národního shromáždění ČSSR a Sněmovny lidu Federálního shromáždění.

## Biografie
Pocházel z dělnické rodiny, vyučil se slévačem. Od roku 1938 se natrvalo přestěhoval na Ostravsko, kde pracoval ve vítkovických, kunčických a v druhé polovině 50. let i v bohumínských železárnách. Jako dělník vždy vykazoval vynikající pracovní výsledky. Do ČSL vstoupil po roce 1945. V únoru 1948 se přihlásil k „obrozené“ (prokomunistické) ČSL, do níž byl pro svůj dělnický profil bez problémů přijat. Na zasedání Krajského výboru ČSL v Ostravě v roce 1951 byl na popud Josefa Plojhara a Josefa Gemrota zvolen do krajského výboru strany. Coby slévačský mistr Nové hutě Klementa Gottwalda byl do krajského výboru navržen jako prototyp pokrokového dělníka v těžkém průmyslu, jenž podává mimořádné výkony a jde ostatním příkladem. Po zvolení do KV ČSL se okamžitě zapojil do agitační kampaně za zvýšení výkonů ve výrobě. Byl nositelem vyznamenání Za vynikající práci a Řádu práce. V květnu 1954 byl na krajské konferenci zvolen předsedou Krajského výboru ČSL v Ostravě. Vedle toho stranu zastupoval v radách MěNV a ONV Ostrava.
Ve volbách roku 1954 byl zvolen za ČSL poslancem ve volebním obvodu Ostrava-Bohumín. Mandát obhájil ve volbách v roce 1960 (nyní již jako poslanec Národního shromáždění ČSSR za Severomoravský kraj) a ve volbách v roce 1964. V Národním shromáždění zasedal až do konce jeho funkčního období v roce 1968. K roku 1968 se uvádí jako důchodce, bytem Nový Bohumín.
Po federalizaci Československa usedl roku 1969 za ČSL do Sněmovny lidu Federálního shromáždění (volební obvod Nový Bohumín), kde setrval do konce volebního období, tedy do voleb v roce 1971.
Patřil k silně prokomunistickým funkcionářům ČSL a podporoval oficiální linii ČSL na mnoha veřejných vystoupeních i v tisku. K Josefu Plojharovi měl až přepjatě devótní osobní vztah. V březnu 1968 na počátku pražského jara byl jako jeden z prvních vysokých stranických činitelů vyzván místní ostravskou organizací k rezignaci na funkci předsedy. Postupně byl zbaven všech významných funkcí na Ostravsku. Po invazi vojsk Varšavské smlouvy do Československa se v rámci normalizace ovšem opět vrátil na své pozice. Byl zvolen místopředsedou Krajského výboru ČSL v Ostravě. Poté prosazoval razatní očistu strany od exponentů reformního proudu. Do nejvyšších stranických funkcí se ale už nevrátil, částečně kvůli celkové generační obměně funkcionářského kádru, částečně i pro zhoršující se zdravotní stav.